# Hailey Swirbul
Hailey Swirbul (El Jebel, 10 luglio 1998) è una fondista statunitense.

## Biografia
La Swirbul, originaria di Anchorage e attiva in gare FIS dal gennaio del 2013 e in Nor-Am Cup dal dicembre del 2018, in Coppa del Mondo ha esordito il 12 gennaio 2019 a Dresda (41ª) e ha ottenuto il primo podio il 13 dicembre 2020 a Davos, classificandosi 3ª nella 10 km tecnica libera. Ai Mondiali di Oberstdorf 2021, sua prima presenza iridata, si è classificata 26ª nella 30 km, 37ª nello skiathlon e 4ª nella staffetta; l'anno dopo ai XXIV Giochi olimpici invernali di Pechino 2022, suo esordio olimpico, si è piazzata 32ª nella 10 km, 40ª nello skiathlon e 6ª nella staffetta. Ai Mondiali di Planica 2023 è stata 18ª nella 30 km, 33ª nella sprint, 26ª nello skiathlon e 5ª nella staffetta.

## Palmarès

### Mondiali juniores
- 3 medaglie:
  - 1 argento (5 km a Kandersteg/Goms 2018)
  - 2 bronzi (staffetta a Park City 2017; inseguimento a Kandersteg/Goms 2018)

### Coppa del Mondo
- Miglior piazzamento in classifica generale: 23ª nel 2021
- 2 podi (1 individuale, 1 a squadre):
  - 2 terzi posti